# خط راه‌آهن چینگهای–تبت
خط راه‌آهن چینگهای-تبت (تبتی: མཚོ་བོད་ལྕགས་ལམ།) یک خط راه‌آهن در کشور چین است که از شهر شینینگ شروع و در شهر لهاسا در منطقه خودمختار تبت به پایان می‌رسد.
این خط که در سال ۱۹۸۴ تا نانشانکو ساخته شده و در سال ۲۰۰۶ تا لهاسا ادامه پیدا کرده‌است ۱٬۹۵۶ کیلومتر طول دارد.

## نگارخانه

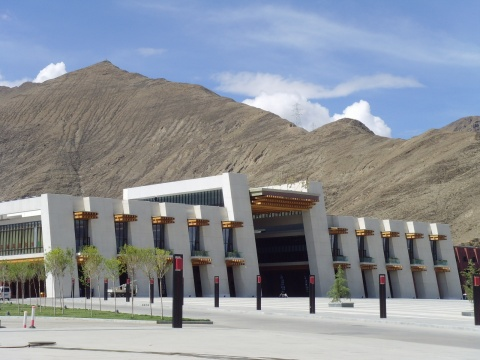
ایستگاه راه آهن لهاسا
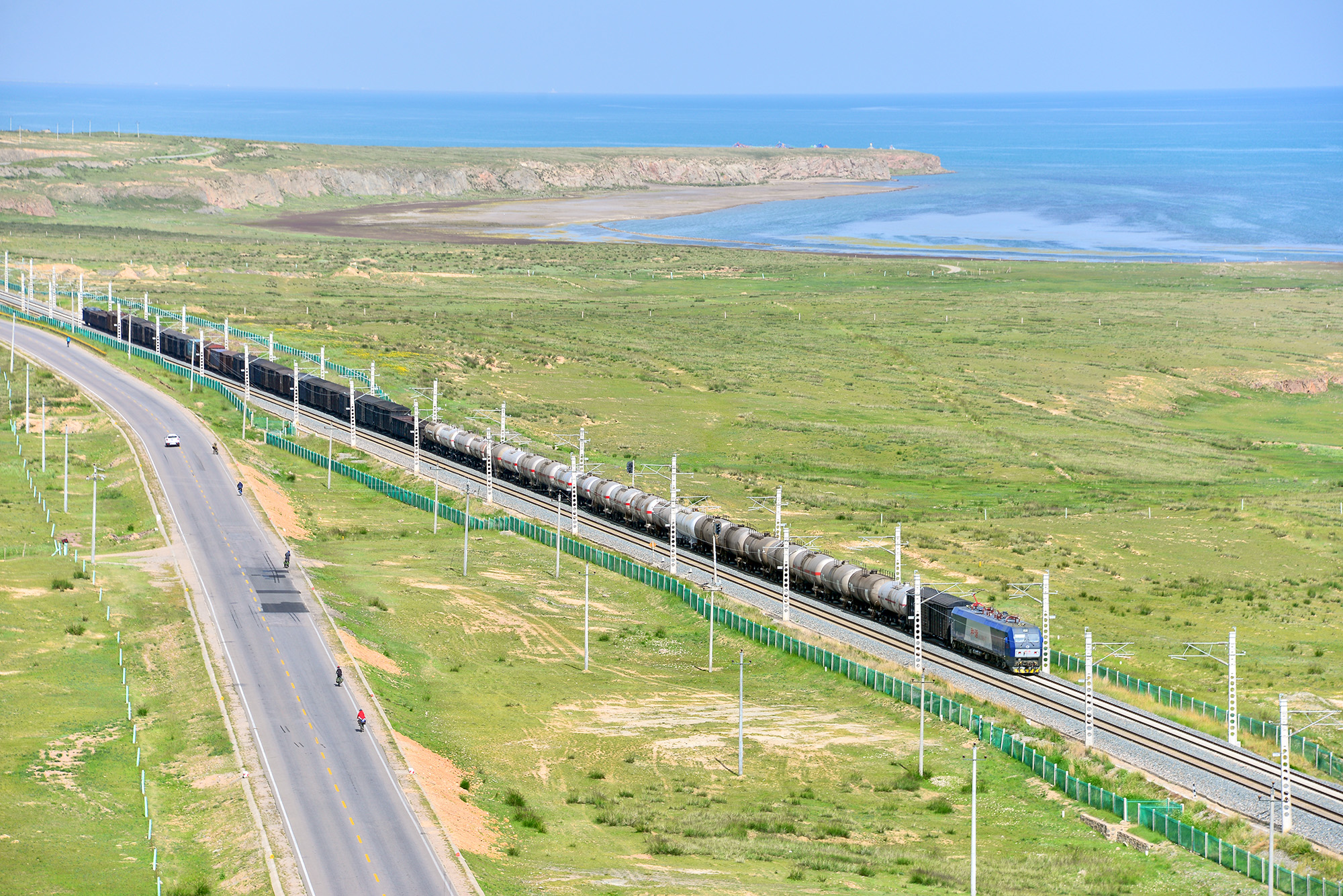
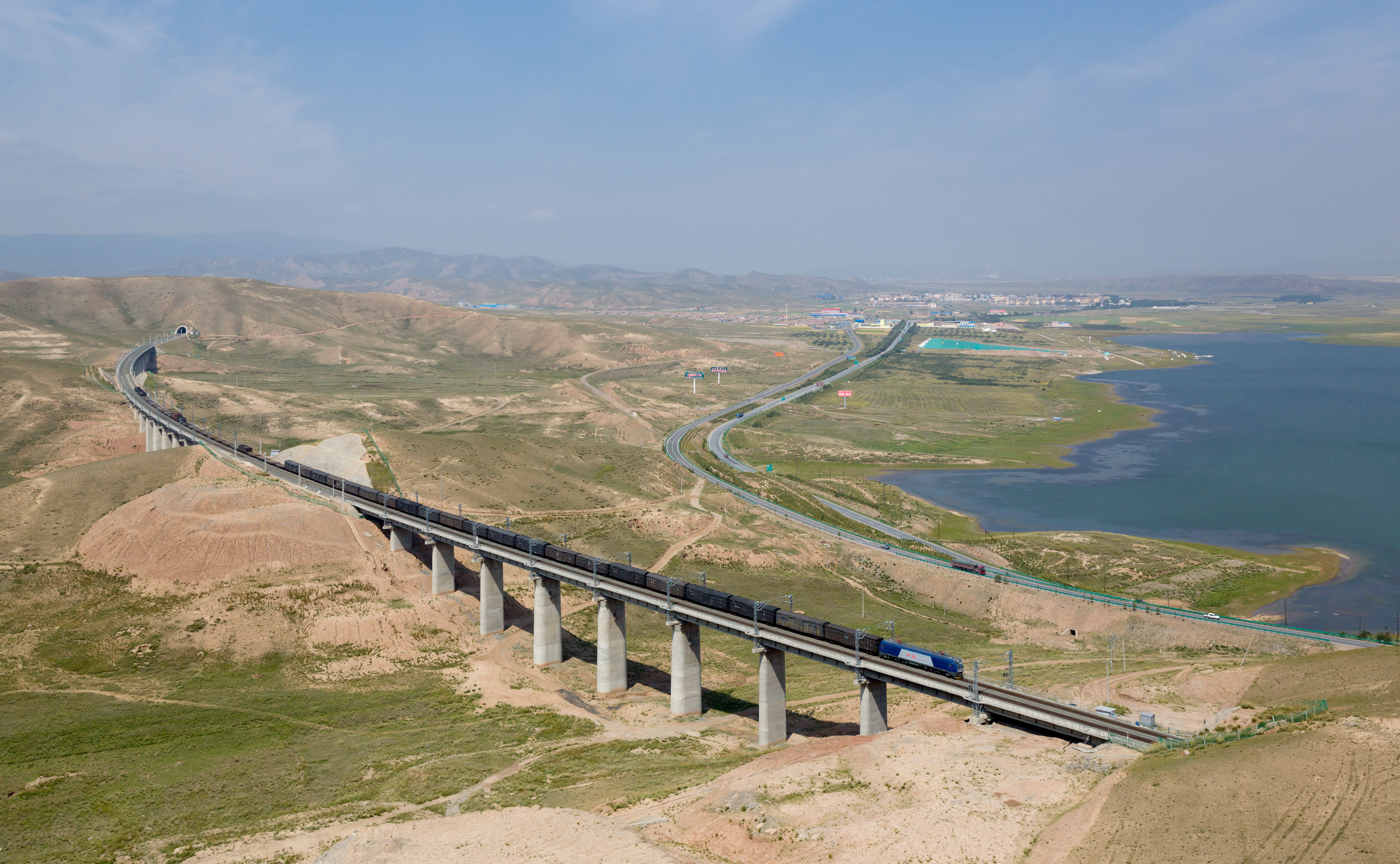